# 1954年の洋松ロビンス
1954年の洋松ロビンス（1954ねんのようしょうロビンス）では、1954年の洋松ロビンスの動向をまとめる。
この年の洋松ロビンスは、永沢武夫が1年だけ監督を務めたシーズンである。

## 概要
このシーズンから愛称となっていた「洋松ロビンス」が正式名称となったが、このシーズン限りで映画・演劇会社の松竹が球団経営から撤退したため、「洋松ロビンス」と名乗った最初で最後のシーズンとなった。開幕の対阪神6連戦は3勝3敗で五分だったものの、4月10日から11連敗。連敗脱出後も12連敗を喫すると最下位から脱出できず、投打ともにいいところなく最下位を独走。後半戦以降の巻き返しを狙ったものの、8月に9連敗と5連敗を喫して5勝20敗1分の借金15で最下位が確定的になり、この年初優勝の中日に55ゲーム差、5位の国鉄に23ゲーム差も離される惨敗で球団初の最下位に転落。投手陣は前年新人王の権藤正利が11勝で2年目のジンクスを克服するも、打線の援護なく負け越しほかの投手も振るわずチーム防御率は4.14でリーグ唯一の4点台（4位の広島でも3.81を記録）。打撃陣は青田昇が本塁打王と気を吐いたが、それ以外の選手は不調でチーム打率もリーグ最下位に転落。永沢監督はこの責任を取り1年で辞任し、後任にはプロ野球黎明期から活躍していた藤井勇が選手兼任監督となった。

## チーム成績

### レギュラーシーズン
| 1 | 二 | 宮崎剛   |
| 2 | 遊 | 引地信之 |
| 3 | 中 | 青田昇   |
| 4 | 左 | 藤井勇   |
| 5 | 捕 | 目時春雄 |
| 6 | 一 | 小林章良 |
| 7 | 右 | 椙本勝   |
| 8 | 投 | 権藤正利 |
| 9 | 三 | 平野謙二 |

| 順位 | 4月終了時 | 4月終了時 | 5月終了時 | 5月終了時 | 6月終了時 | 6月終了時 | 7月終了時 | 7月終了時 | 8月終了時 | 8月終了時 | 9月終了時 | 9月終了時 | 最終成績 | 最終成績 |
| ---- | --------- | --------- | --------- | --------- | --------- | --------- | --------- | --------- | --------- | --------- | --------- | --------- | -------- | -------- |
| 1位  | 巨人      | --        | 中日      | --        | 巨人      | --        | 巨人      | --        | 中日      | --        | 中日      | --        | 中日     | --       |
| 2位  | 中日      | 1.5       | 巨人      | 0.0       | 中日      | 3.0       | 中日      | 4.0       | 巨人      | 1.5       | 巨人      | 6.0       | 巨人     | 5.5      |
| 3位  | 大阪      | 2.5       | 大阪      | 2.0       | 大阪      | 6.5       | 大阪      | 8.0       | 大阪      | 10.0      | 大阪      | 15.0      | 大阪     | 16.0     |
| 4位  | 国鉄      | 5.0       | 国鉄      | 4.0       | 国鉄      | 7.5       | 国鉄      | 13.0      | 国鉄      | 22.0      | 広島      | 26.0      | 広島     | 29.5     |
| 5位  | 広島      | 10.0      | 広島      | 7.5       | 広島      | 13.5      | 広島      | 15.5      | 広島      | 22.0      | 国鉄      | 27.0      | 国鉄     | 32.0     |
| 6位  | 洋松      | 11.0      | 洋松      | 19.0      | 洋松      | 26.5      | 洋松      | 31.5      | 洋松      | 43.5      | 洋松      | 51.0      | 洋松     | 55.0     |

| 順位 | 球団             | 勝 | 敗 | 分 | 勝率 | 差   |
| 1位  | 中日ドラゴンズ   | 86 | 40 | 4  | .683 | 優勝 |
| 2位  | 読売ジャイアンツ | 82 | 47 | 1  | .636 | 5.5  |
| 3位  | 大阪タイガース   | 71 | 57 | 2  | .555 | 16.0 |
| 4位  | 広島カープ       | 56 | 69 | 5  | .448 | 29.5 |
| 5位  | 国鉄スワローズ   | 55 | 73 | 2  | .430 | 32.0 |
| 6位  | 洋松ロビンス     | 32 | 96 | 2  | .250 | 55.0 |

## オールスターゲーム
| ファン投票 | 選出なし |
| 監督推薦   | 権藤正利 |

## できごと
- 4月27日 - 洋松ロビンス対読売ジャイアンツ戦（西京極球場）で、この日まで11連敗の洋松が9回裏2死まで4対0とリードされていたが、巨人の広岡達朗の悪送球による出塁をきっかけに1点を入れ、さらに2死満塁として洋松の青田昇が巨人の笠原正行から日本プロ野球史上初の通算2本目となるサヨナラ満塁本塁打でサヨナラ勝利[2]。
- 7月24日 - 後楽園で行われた国鉄対洋松ロビンス戦が4回途中、停電のためノーゲームとなる。
- 12月11日 - 松竹が洋松ロビンスの経営から撤退、大洋の単独経営となり、球団名も合併前の「大洋ホエールズ」に戻る[3]。また本拠地（保護地区）も大阪府（大阪球場）から神奈川県（川崎球場）に移転・変更された。

## 表彰選手
| リーグ・リーダー | リーグ・リーダー | リーグ・リーダー | リーグ・リーダー |
| 選手名           | タイトル         | 成績             | 回数             |
| ---------------- | ---------------- | ---------------- | ---------------- |
| 青田昇           | 本塁打王         | 31本             | 3年ぶり3度目     |

| ベストナイン |
| ------------ |
| 選出なし     |